# Niña afgana

Retrato aficionado de Sharbat Gula, copiando la foto de National Geographic.

La niña afgana (en inglés: Afghan Girl) es un retrato fotográfico de 1984 de Sharbat Gula (en pastún: شربت ګله‎) también conocida como Sharbat Bibi, realizado por el fotoperiodista Steve McCurry. Apareció en la portada de junio de 1985 de la revista National Geographic. La imagen es de una muchacha de ojos verdes con un raído pañuelo rojo que mira intensamente a la cámara. Inicialmente no se conocía la identidad del sujeto de la fotografía, pero a principios de 2002 fue identificada como Sharbat Gula. Era una niña pastún que vivía en el campo de refugiados de Nasir Bagh, en Pakistán, durante la ocupación soviética de Afganistán, y tenía 12 años cuando fue fotografiada.
En el contexto de la Guerra Fría, la fotografía fue llamada "«la Mona Lisa del tercer mundo», en referencia a la pintura del mismo nombre de Leonardo da Vinci. La imagen se convirtió en «emblemática» de la «niña/mujer refugiada situada en algún campamento lejano» que merece la compasión del espectador occidental y en un símbolo de Afganistán para Occidente.

## Fotografía para la revistaNational Geographic
Sharbat Gula era una de las alumnas de una escuela informal en el campo de refugiados de Nasir Bagh en 1984. Su fotografía fue tomada por el fotógrafo de la National Geographic Society, Steve McCurry, en película de diapositivas en color Kodachrome 64, con una cámara Nikon FM2 y un objetivo Nikkor 105mm Ai-S F2.5. El retoque previo a la impresión de la fotografía fue realizado por Graphic Art Service, con sede en Marietta, Georgia. McCurry no registró el nombre de la persona que había fotografiado.
La fotografía, titulada Afghan Girl (La niña afgana) apareció en la portada del ejemplar de junio de 1985 de la revista National Geographic. La imagen en primer plano de su rostro, con un raído pañuelo rojo suelto sobre su cabeza de cabello castaño y sus grandes ojos intensamente verdes mirando directamente a la cámara, fue nombrada «la fotografía más reconocida» en la historia de la revista, y la portada es una de las más conocidas de National Geographic. La revista American Photo dice que la imagen tiene una «inusual combinación de dureza y glamour». Los ojos verdes de Gula han sido objeto de muchos comentarios.
McCurry hizo varios intentos fallidos durante la década de 1990 para encontrarla. En enero de 2002 un equipo de National Geographic viajó a Afganistán para encontrarla. Al enterarse de que el campo de refugiados de Nasir Bagh iba a cerrar pronto, McCurry preguntó a los residentes que quedaban, uno de los cuales conocía al hermano de Gula y pudo enviar un mensaje a su ciudad natal. Varias mujeres se identificaron falsamente como la Niña Afgana. Además, tras mostrarle la fotografía de 1984, varios jóvenes la identificaron erróneamente como su esposa.
El equipo encontró finalmente a Gula, que entonces tenía alrededor de treinta años, estaba casada y tenía tres hijas, en una región remota de Afganistán; había regresado a su país natal desde el campo de refugiados en 1992. Su identidad fue confirmada por John Daugman usando reconocimiento de iris. Recordó haber sido fotografiada. Solo había sido fotografiada en tres ocasiones en su vida: en 1984 y durante su búsqueda cuando un productor de National Geographic tomó las dos fotografías de identificación que llevaron al reencuentro con McCurry. Nunca había visto Afghan Girl hasta que se la mostraron en 2002.

## Sharbat Gula
De etnia pastún y de origen rural, la familia de Gula huyó de su pueblo en el este de Nangarhar durante el bombardeo de Afganistán por parte de la Unión Soviética cuando ella tenía alrededor de seis años. Junto con su padre, su hermano y sus tres hermanas, cruzó a pie las montañas de Pakistán hasta el campo de refugiados de Nasir Bagh en 1984, donde fue fotografiada.
Musulmana devota, Gula normalmente usaba burka y dudaba en ir a conocer a McCurry, ya que era un hombre que no pertenecía a la familia. Después de encontrarla, National Geographic cubrió los gastos del tratamiento médico de su familia y una peregrinación a La Meca.
El 26 de octubre de 2016, la Agencia Federal de Investigación de Pakistán arrestó a Gula por vivir en Pakistán con documentos falsificados. Fue sentenciada a quince días de detención y deportada de vuelta a Afganistán. Con la toma de Afganistán de nuevo por los talibanes en 2021, estos amenazaron o intimidaron a mujeres de alto perfil. La fotografía de la niña afgana había hecho mundialmente famosa a Gula, de ahí que su protagonismo la pusiera en peligro. A petición suya, el gobierno italiano la evacuó a Italia a fines de noviembre de 2021.

## Legado
El interés en la fotografía aumentó después de los ataques del 11 de septiembre, cuando la administración de George W. Bush comenzó a promover los derechos de las mujeres afganas durante la campaña militar estadounidense en Afganistán.
Las fotografías de Gula aparecieron como parte de una historia de portada sobre su vida en la edición de abril de 2002 de National Geographic y fue el tema de un documental de televisión, Search for the Afghan Girl, que se emitió en marzo de 2002. En reconocimiento a ella, National Geographic creó el Afghan Girls Fund (Fondo para las niñas afganas) una organización benéfica con el objetivo de educar a las niñas y mujeres jóvenes afganas. En 2008 el alcance del fondo se amplió para incluir a los niños y el nombre se cambió por el de Afghan Children's Fund (Fondo para los niños afganos).

## Críticas
Un artículo publicado en 2019 en la revista india The Wire que describe una entrevista realizada a Gula en 2002 afirmó que ésta estaba enojada porque la fotografía se tomó y publicó sin su consentimiento. El escritor de The Wire sugiere que esto se debe a que «no es bienvenido que una niña de la cultura tradicional pastún revele su rostro, comparta el espacio, haga contacto visual y sea fotografiada por un hombre que no pertenece a su familia».